# La bella di Mosca (film 1957)
La bella di Mosca (Silk Stockings) è un film del 1957, diretto da Rouben Mamoulian, interpretato (e danzato) dalla coppia Fred Astaire e Cyd Charisse. Remake musicale di Ninotchka, la commedia del 1939 interpretata da Greta Garbo e Melvyn Douglas.

## Trama
Mosca richiede la presenza in patria del compositore russo Peter Boroff, tutto preso a Parigi da una carriera all'insegna dei fasti occidentali. Il produttore statunitense Steve Canfield - per cui Boroff deve comporre le musiche per un film ispirato a Guerra e pace interpretato dalla diva acquatica Peggy Dayton - riesce a corrompere i tre commissari inviati da Mosca, facendoli cedere alle lusinghe di una lussuosa permanenza parigina. Alla loro ricerca arriva una severissima compagna, Nina Yoshenko detta Ninotchka che, però, cade ben presto pure lei nella rete del bel mondo, innamorandosi degli abiti parigini e delle calze di seta (e anche di Canfield).
Tutto sembra andare per il meglio fino alla visione in anteprima di una scena che dovrebbe essere inserita nel film: Guerra e pace è diventato un musical con protagonista Giuseppina che fa l'occhiolino allo spettatore e a Napoleone. Boroff è inorridito e Nina ha buon gioco a riportare tutti in patria senza più resistenze. Non passa molto che i rimpatriati rimpiangano la bella vita occidentale, sognando un rientro a Parigi. Cosa che riesce al trio Bibinski, Brankov, Ivanov. La loro nuova cattiva condotta induce il partito, a seguito di una lettera anonima che li denuncia, a rimandare in Occidente anche Nina.
Si scoprirà che l'anonimo autore della lettera è Steve, che ha aiutato i tre ad aprire un tipico locale russo (“È così che faremo buona pubblicità alla nostra patria”, dichiarano maliziosamente), che è riuscito con questo stratagemma a far uscire dall'URSS anche Nina, cui dichiara il suo amore.

## Produzione
Il film, prodotto dalla MGM, venne girato dal 7 novembre 1956 al 31 gennaio 1957 con un budget stimato in 1.853.463 dollari.

### Il film
Musiche e canzoni di Cole Porter, la regia del russo (di nascita) Rouben Mamoulian, la magia della coppia Astaire/Charisse fortemente voluta dal produttore Arthur Freed: La bella di Mosca, titolo italiano di Silk Stockings, è il remake di Ninotchka di Lubitsch, quello interpretato nel 1939 dalla Garbo in una delle sue rare commedie (dove la frase di lancio del film era appunto Garbo laughs!, ovvero "la Garbo ride").
Qui si parte dal musical del 1955, grande successo interpretato sul palcoscenico di Broadway da Don Ameche e Hildegard Knef. Nella parte dell'aristocratico che nel 1939 fu di Melvyn Douglas, abbiamo invece un impresario statunitense, uno scintillante (anche se sulla soglia della sessantina) Fred Astaire. Silk Stockings sarà il suo penultimo musical, ne girerà ancora un altro, Sulle ali dell'arcobaleno (Finian's Rainbow), dieci anni dopo nel 1968 per la regia di Francis Ford Coppola.
Sua partner, come in Spettacolo di varietà (Band Wagon, Usa 1953 di Vincente Minnelli) una sontuosa Cyd Charisse nella parte della serissima compagna Yoshenko, sedotta dalle frivolezze capitaliste simboleggiate dalle calze di seta che danno il titolo al musical. Nelle parti cantate, Charisse venne doppiata da Carole Richards
Con un cast che vede tra gli altri Peter Lorre in una delle sue rarissime apparizioni comiche, Jules Munshin e Janis Paige nei panni della sbracata e divertente Peggy che ignora Tolstoj (“Non c'è nulla tra di noi, siamo solo buoni amici!”). Il personaggio di Peggy, che ha esordito felicemente nel suo primo film non acquatico fa riferimento alla celeberrima diva dell'acqua Esther Williams la quale in quel periodo, alla fine della sua carriera aveva messo da parte i suoi film acquatici, ormai non più in voga. Peggy infatti nel film nomina in maniera sprezzante alcuni titoli delle sue pellicole acquatiche ossia Bellezze in bagnarola, La ninfa dei tripodi e La madre di Nettuno; titoli modificati di tre famosi film interpretati appunto dalla Williams (Bellezze al bagno, La ninfa degli antipodi, La figlia di Nettuno). Da non dimenticare inoltre le coreografie per Fred Astaire di Hermes Pan, la direzione musicale di André Previn e i costumi, bellissimi, di Helen Rose.

### Colonna sonora
Nel film sono compresi i seguenti brani musicali:
- Fated to Be Mated (musica e parole di Cole Porter)
- Silk Stocking (musica e parole di Cole Porter
- All of You (musica e parole di Cole Porter)
- It' s a Chemical Reaction, That's All (musica e parole di Cole Porter)
- Stereophonic Sound (musica e parole di Cole Porter)
- Siberia (musica e parole di Cole Porter)
- Hail, Bibinski (musica e parole di Cole Porter)
- The Ritz Roll and Rock (musica e parole di Cole Porter), [brano aggiunto per la versione cinematografica]

## Distribuzione
Il copyright del film, richiesto dalla Loew's Inc. & Arthur Freed Productions, Inc., fu registrato il 13 maggio 1957 con il numero LP8326.
Il film incassò (in tutto il mondo) 4.417.753 dollari. Venne distribuito dalla MGM, uscendo nelle sale il 18 luglio 1957.

### Date di uscita
IMDb
- Stati Uniti d'America 18 luglio 1957
- Finlandia 11 ottobre 1957
- Svezia 21 ottobre 1957
- Austria dicembre 1957
- Francia 10 gennaio 1958
- Germania Ovest 31 gennaio 1958
- Giappone 11 febbraio 1958
- Danimarca 21 novembre 1958
- Francia 27 agosto 2008  (riedizione)

Alias
- Silk Stockings  Stati Uniti d'America (titolo originale)
- Meias de Seda    Brasile / Portogallo
- Seidenstrümpfe Austria / Germania Ovest
- Ena zevgari metaxotes kaltses Grecia
- Jedwabne ponczochy Polonia
- La bella de Moscú Spagna
- La bella di Mosca Italia
- La Belle de Moscou Francia
- Selyemharisnya Ungheria
- Silkesstrumpan Svezia
- Silkestrømper Danimarca
- Silkkisukat Finlandia